# Willi Unger
Willi Unger, nemški častnik, vojaški pilot in letalski as, * 27. marec 1920, Warstein, † 23. junij 2005, Warstein.

## Življenjepis
Willi Unger je že pred drugo svetovno vojno začel leteti. Pred vojno je postal pilot jadralnega letala, v vojaško službo pa je kot mehanik vstopil 1. septembra 1939. Šele decembra 1941 je začel z usposabljanjem za pilota v Flugzeugführerschule A/B 10 v Warnemündu. Konec maja 1943 je bil dodeljen v I./JG 104 v Herzogenaurachu, kjer je začel z usposabljanjem za pilota lovskega letala. Decembra 1943 je postal podčastnik in hkrati zaključil šolanje. 10. marca 1944 je bil dodeljen k 11./JG 3, ki je deloval z letališča v Salzwedelu. 
Svojo prvo zračno zmago je dosegel na svoji sedmi bojni nalogi, ko je 11. aprila 1944 sestrelil ameriški težki štirimotorni bombnik Boeing B-17 iz formacije, ki je bombardirala Rostock. Še isti mesec se je z osmimi sestreljenimi letali vpisal med letalske ase. 29. aprila 1944 se je IV./JG 3 združil s Sturmstafflom 1 in postal IV.(Sturm)/JG 3 pod poveljstvom stotnika Wilhelma Moritza. Unger je bil dodeljen k 12.(Sturm)/JG 3. 8. maja je sestrelil ameriški bombnik Consolidated B-24, kmalu za tem pa je bilo zadeto tudi njegovo letalo, tako, da je bil prisiljen zasilno pristati. 7. julija je sestrelil še dva bombnika B-24, 18. julija pa je bil po še eni uspešni akciji, v kateri je sestrelil bombnik B-17 pri pristajanju tudi sam sestreljen. Sestrelili so ga ameriški lovci, Unger pa se je iz poškodovanega lovca rešil s skokom s padalom. Nepoškodovan je pristal na drevesu v bližini letališča Memmingen. 
3. avgusta 1944 je na bojni nalogi nad Lechtalskimi Alpami spet sestrelil dva ameriška bombnika, pri tem pa je njegovega lovca Focke-Wulf Fw 190A-8 Rumeni 7 + ~ zadel obrambni ogenj bombniške formacije. Unger se je iz padajočega letala spet rešil s padalom. Avgusta je napredoval v Oberfeldwebla in bil odlikovan z Nemškim križem v zlatu. Septembra 1944 so ga premestili v 15.(Sturm)/JG 3, 23. oktobra 1944 pa je bil za 19 zračnih zmag odlikovan z Viteškim križem. Hkrati je dobil tudi nagradni dopust, med njim pa se je 24. decembra poročil. V decembru je tudi napredoval v čin poročnika, po dopustu pa je začel obiskovati šolo za poveljnike vojaških enot v Güterslohu. 
Februarja 1945 je bil IV./JG 3 premeščen na vzhodno fronto, Unger pa je postal poveljnik (Staffelführer)  14.(Sturm)/JG 3. Njegova enota je imela nalogo »prostega lova« nad Odro, Unger pa je med poveljevanjem sestrelil svoja zadnja tri sovražna letala. V začetku aprila 1945 se je Unger pridružil JG 7, ki je imel bazo v Brandenburgu, opremljen pa je bil z reaktivnimi lovci Messerschmitt Me 262. V dveh tednih se je prešolal na novi tip lovca, vendar z njim ni dosegel nobene zračne zmage. Tik pred koncem vojne so ga zajele ameriške enote. Poslan je bil v taborišče za vojne ujetnike v Regensburg. Izpuščen je bil 28. maja 1945. 
Po vojni se je Unger spet začel ukvarjati s športnim letenjem z jadralnimi letali, kjer je dosegel nekaj zmag, hkrati pa se je zaposlil v nekem kamnolomu v Nemčiji. Upokojil se je 31. decembra 1981. 
Willi Unger je na 59 bojnih nalogah dosegel 24 zračnih zmag, od katerih jih je 21 dosegel nad zahodno fronto, vse njegove žrtve pa so bili težki bombniki.

## Odlikovanja
- Železni križec 2. in 1. razreda
- Ehrenpokal der Luftwaffe (21. junij 1944)
- Nemški križ v zlatu (avgust 1944)
- Viteški križ železnega križca (23. oktober 1944)